# Geoportal financiero
{{subst:AfC submission/draftnew}}{{subst:AfC submission/coi|$1}}
Un geoportal financiero  es una plataforma digital que integra análisis financiero, técnico y geoespacial, facilitando el acceso a información bursátil. A diferencia del análisis tradicional, incorpora información geográfica, lo que permite identificar zonas de influencia y visualizar su impacto territorial tanto en los mercados, como las empresas y los inversores. Esta perspectiva geoespacial contribuye a comprender patrones según su ubicación y área de impacto, la concentración de riesgos y oportunidades, así como la relación entre la ubicación de una empresa y su contexto económico, social y ambiental. La herramienta ofrece análisis diarios con datos actualizados en tiempo real, apoyando una toma de decisiones más informada y ética. El concepto fue propuesto en 2025 en el ámbito de la Geoinformación de la Universitat Politècnica de València (UPV) como parte de investigaciones en análisis financiero, técnico y geoespacial, con el propósito de mejorar los procesos estratégicos de inversores, analistas y responsables de políticas económicas de desarrollo sustentables.

## Integración de datos
Un geoportal financiero combina:  
- Datos financieros: como precios de acciones,  monedas, balances de las empresas e indicadores de mercado.
- Información geoespacial: como la localización de empresas, propiedades e infraestructuras y áreas de influencia.

## Herramientas de análisis
Estas plataformas ofrecen herramientas para:  
- Análisis técnico y fundamental de las acciones y los mercados financieros.
- Análisis geoespacial para comprender cómo los factores geográficos influyen en el desempeño financiero y afectan a poblaciones.

## Visualización interactiva
Un geoportal financiero permite la visualización interactiva basada en mapas, posibilitando que los usuarios seleccionen y exploren datos por área geográfica o capa temática correspondiente.  

## Acceso a la información
La interfaz facilita el acceso a datos relevantes sobre mercados financieros, propiedades, infraestructuras y otros recursos de manera sencilla.  

## Aplicaciones
- Análisis de mercados: Identificar zonas con mayor potencial de inversión en función de la localización de empresas, infraestructuras o recursos naturales y áreas de influencia.
- Evaluación de riesgos: Analizar la exposición financiera a riesgos geográficos como desastres naturales o crisis económicas o politicas.
- Gestión de activos: Optimizar carteras de inversión considerando la distribución geográfica de los activos, fomentando la toma ética de decisiones al conocer el área de influencia de una acción determinada.

## Resumen
Un geoportal financiero representa una nueva forma de análisis financiero que incluye información geográfica haciendo consientes a inversores de áreas de influencias de acciones del mercado bursátil, introducida en 2025, surgida de la investigación académica en Geoinformación.  